# Cerodontha okazakii
Cerodontha okazakii är en tvåvingeart som först beskrevs av Matsumura 1916.  Cerodontha okazakii ingår i släktet Cerodontha och familjen minerarflugor. Inga underarter finns listade i Catalogue of Life.